# Городоцька (зупинний пункт)
Городо́цька — пасажирський залізничний зупинний пункт Львівської дирекції Львівської залізниці на неелектрифікованій лінії Львів — Ходорів між станціями Львів (2 км) та Персенківка (5 км). Розташований у місцевості Богданівка на межі Франківського та Залізничного районів міста Львова, за відгалуженням у напрямку Ходорова та Затоки.

## Пасажирське сполучення
На платформі Городоцька зупиняються приміські поїзди сполученням Львів — Ходорів.